# Aleuroclava ramachandrani
Aleuroclava ramachandrani es un hemíptero de la familia Aleyrodidae, con una subfamilia: Aleyrodinae. Fue descrita científicamente en 2005 por Dubey & Sundararaj.
El animal en cuestión se localiza en la región de Karnataka, en la India.